# Volejte Saulovi
Volejte Saulovi (v anglickém originále Better Call Saul) je americký televizní seriál vysílaný v letech 2015–2022 na stanici AMC. Je prequelem seriálu Perníkový táta.
Seriál sleduje život Jamese Morgana „Jimmyho“ McGilla (Bob Odenkirk), také známého jako Saul Goodman, Slippin' Jimmy a Gene Takavic, advokáta z Albuquerque, který si v minulosti vydělával podvody. Ten začíná jako obhájce, který složil advokátní zkoušky a snaží se vybudovat si v právní praxi jméno, ale postupem času i v ní znovu přistupuje k nekalým praktikám. Nakonec začne spolupracovat s hlavními postavami seriálu Perníkový táta, Walterem Whitem a Jessem Pinkmanem, kde vystupuje jako jejich advokát a pomáhá jim zajišťovat fungování jejich byznysu s metamfetaminem.

## Obsazení
| Bob Odenkirk       | James Morgan McGill (Jimmy McGill, Saul Goodman, Slippin' Jimmy, Gene Takavic) – advokát, původně zaměstnanec v podatelně ve firmě svého bratra, HHM (Hamlin, Hamlin & McGill), ze které odešel po úspěšném absolvování University of American Samoa |
| Rhea Seehorn       | Kim Wexler – advokátka u HHM, přítelkyně, později i manželka Jamese McGilla |
| Jonathan Banks     | Mike Ehrmantraut – bývalý policista, hlídač parkoviště, „fixer“ (od anglického „fix“, opravit; člověk, který řeší problémy za ostatní) pro Jamese McGilla                                                                                            |
| Michael McKean     | Charles „Chuck“ McGill – bratr Jamese McGilla, advokát, spoluzakladatel HHM, trpí EHS (electromagnetic hypersensitivity, česky elektromagnetická přecitlivělost)                                                                                     |
| Patrick Fabian     | Howard Hamlin – advokát, spoluzakladatel HHM |
| Giancarlo Esposito | Gustavo „Gus“ Fring – majitel fastfood řetězce Los Pollos Hermanos, distributor metamfetaminu |

## Vysílání
| Řada | Díly | Premiéra v USA | Premiéra v USA  | Premiéra v ČR     | Premiéra v ČR      |
| Řada | Díly | První díl      | Poslední díl    | První díl         | Poslední díl       |
| ---- | ---- | -------------- | --------------- | ----------------- | ------------------ |
| 1    | 10   | 8. února 2015  | 6. dubna 2015   | 26. února 2015    | 30. dubna 2015     |
| 2    | 10   | 15. února 2016 | 18. dubna 2016  | 21. července 2016 | 29. září 2016      |
| 3    | 10   | 10. dubna 2017 | 19. června 2017 | 13. dubna 2017    | 23. června 2017    |
| 4    | 10   | 6. srpna 2018  | 8. října 2018   | 27. září 2018     | 29. listopadu 2018 |
| 5    | 10   | 23. února 2020 | 20. dubna 2020  | 4. června 2020    | 6. srpna 2020      |
| 6    | 13   | 18. dubna 2022 | 15. srpna 2022  | 8. září 2022      | 1. prosince 2022   |